# ماهاما چو
ماهاما چو (انگلیسی: Mahama Cho؛ متولد ۱۶ اوت ۱۹۸۹) یک تکواندوکار است که در وزن ۸۷+ کیلوگرم رقابت می‌کند. وی که در ساحل عاج متولد شده، نماینده بریتانیا و فرانسه در این ورزش بوده است.

## اوایل زندگی و زندگی شخصی
عبدوفتا چو ماهاما توسط مادربزرگش در ساحل عاج بزرگ شد. پدرش خارج از کشور بود و مادرش قادر به مراقبت از او نبود. چو مسلمان بود و در مدرسه ای عربی در آبیجان تحصیل کرد. او زمان کودکی مورد آزار و اذیت قرار می‌گرفت.
در هشت سالگی و به درخواست پدرش به لندن نقل مکان کرد. زاکایا پدر چو یک قهرمان سابق تکواندو آفریقا بود که در آنجا به آموزش تکواندو می‌پرداخت و همزمان تاکسیرانی نیز می‌کرد. بعد از ورود به انگلستان، ابتدا در کنینگتون و سپس در استکهول اقامت داشت، اما اصلاً نمی‌توانست به زبان انگلیسی صحبت کند. چو با خانواده جدید پدرش زندگی می‌کرد و به ویژه با دیوید، برادر ناتنی خود، رابطه بسیار خوبی داشت.
در سال ۲۰۱۴، او با آنتوانت نانا جیمو، قهرمان ورزشهای هفتگانه فرانسوی نامزد شد. اما رابطه آنها در اواخر سال ۲۰۱۷ پایان یافت.

## حرفه فوتبال
چو به صورت نیمه حرفه ای برای باشگاه فوتبال اریث تاون باری کرد. در سن ۱۶ سالگی برای پیوستن به باشگاه فوتبال داگنم و ردبریج آزمایش داد. اما در ۱۷ سالگی فوتبال خود را رها کرد تا به تکواندو بپردازد.

## حرفه تکواندو
وی در سن ۱۷ سالگی به تیم تکواندوی انگلیس پیوست. وی در مسابقات جهانی ۲۰۱۱ مصدوم شد. پس از آن واقعه برای تحصیل به پاریس نقل مکان کرد. بعد به تیم تکواندوی فرانسه پیوست و در مسابقات هلند ۲۰۱۳ و اوپن ایالات متحده آمریکا مدال طلا گرفت.
چو پس از بازگشت به رقابت برای انگلیس، در مسابقات جهانی جایزه بزرگ تکواندو یک مدال طلا در سال ۲۰۱۳، و یک مدال نقره در سال ۲۰۱۴ به دست آورد. در ژانویه ۲۰۱۶ او چهارمین و آخرین جواز حضور را برای بازی‌های المپیک تابستانی ۲۰۱۶ برای بریتانیا کسب کرد.